# Land's End

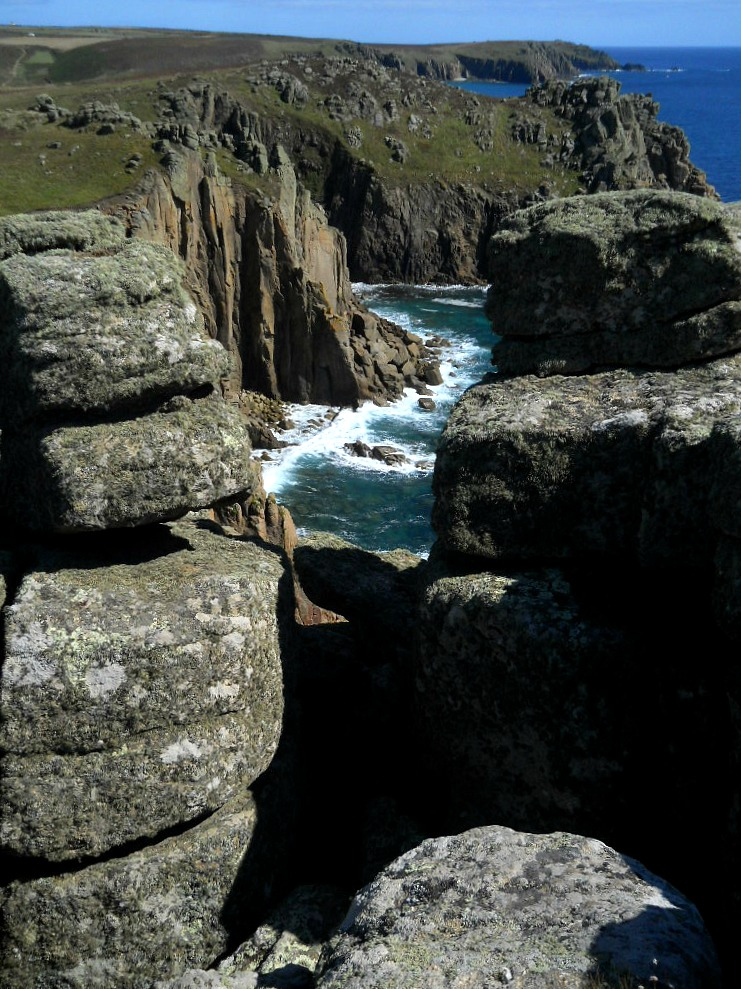
Scogliere presso Land's End.

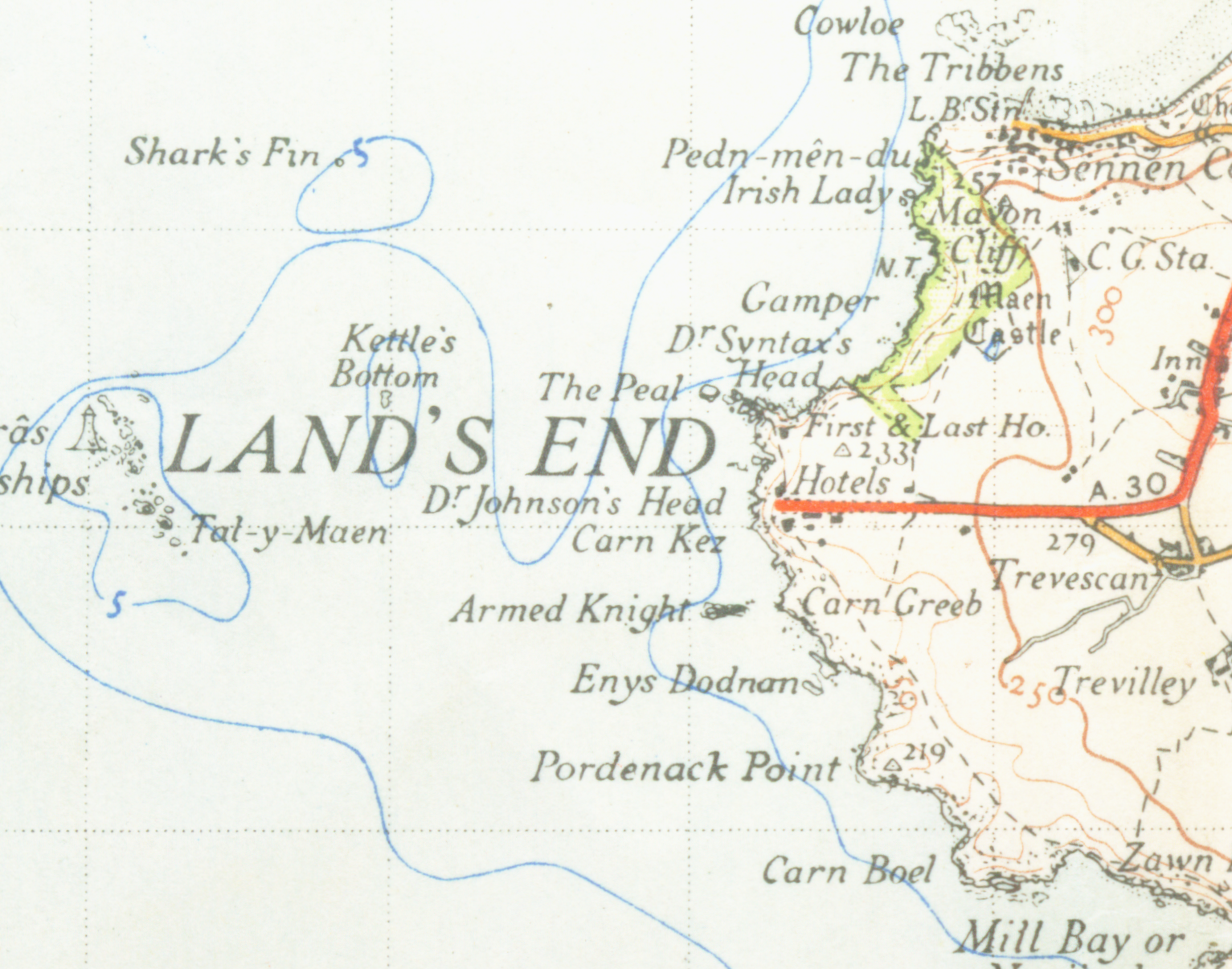
Mappa di Land's End del 1946.

Land's End (in cornico Penn an Wlas) è un capo della penisola di Penwith, nella contea della Cornovaglia (Inghilterra), celebre per essere il punto più a sud-ovest d'Inghilterra e della Gran Bretagna. Si trova a 1400 chilometri di distanza dall'estremo nord-est dell'isola (John o' Groats), situato in Scozia.

## Geografia
Land's End è il punto più occidentale della terraferma d'Inghilterra. Fa parte del territorio della parrocchia civile di Sennen. Ma non risulta il punto più occidentale di tutta l'isola della Gran Bretagna in quanto Corrachadh Mòr, in Scozia, si trova 36 km più ad ovest.
Le Longships, un gruppo di isolotti rocciosi, sorgono a pochi chilometri di distanza al largo di Land's End, mentre le Isole Scilly si trovano circa 45 km a sud-ovest; si suppone che la mitica isola perduta di Lyonesse (a cui si fa riferimento nella letteratura Arturiana) fosse ubicata tra le Scilly e la terraferma.
L'area del promontorio è stata designata quale Important Plant Area da parte dell'organizzazione Plantlife, in ragione delle rare specie botaniche.

## Storia
Nell'anno 1987 Peter de Savary acquistò Land's End per quasi 7 milioni di sterline da David Goldstone. Egli fece costruire due nuovi edifici e gran parte dello sviluppo dell'attuale parco a tema si deve alla sua iniziativa; nel 1991 vendette sia Land's End sia John o' Groats all'uomo d'affari Graham Ferguson Lacey. Gli attuali proprietari hanno acquistato Land's End nel 1996, costituendo una società denominata Heritage Attractions Limited. Le attrazioni e il parco a tema includono un campo giochi per bambini; due volte la settimana nel mese di agosto vengono organizzati spettacoli pirotecnici. Nei pressi sorge il Land's End Hotel.
Nel mese di maggio 2012, Land's End è stato al centro dell'attenzione mondiale in quanto punto di partenza della staffetta della torcia olimpica dei Giochi della XXX Olimpiade.

## Clima
Land's End gode di un clima oceanico, simile a quello della maggior parte dell'Inghilterra sud-occidentale, con inverni leggermente più miti ed estati leggermente più fresche e una temperatura media annua di 11 °C. La velocità dei venti in inverno raggiunge i 20-25 nodi, dato superiore alla media dell'Inghilterra. La temperatura più alta mai registrata è stata 28,9 °C, mentre la più bassa è stata -3,4 °C.
| Mese               | Mesi | Mesi | Mesi | Mesi | Mesi | Mesi | Mesi | Mesi | Mesi | Mesi | Mesi | Mesi | Stagioni | Stagioni | Stagioni | Stagioni | Anno |
| Mese               | Gen  | Feb  | Mar  | Apr  | Mag  | Giu  | Lug  | Ago  | Set  | Ott  | Nov  | Dic  | Inv      | Pri      | Est      | Aut      | Anno |
| ------------------ | ---- | ---- | ---- | ---- | ---- | ---- | ---- | ---- | ---- | ---- | ---- | ---- | -------- | -------- | -------- | -------- | ---- |
| T. max. media (°C) | 9    | 9    | 10   | 11   | 14   | 16   | 18   | 18   | 17   | 14   | 12   | 10   | 9,3      | 11,7     | 17,3     | 14,3     | 13,2 |
| T. min. media (°C) | 4    | 4    | 5    | 6    | 9    | 12   | 13   | 13   | 12   | 9    | 6    | 5    | 4,3      | 6,7      | 12,7     | 9        | 8,2  |